# لئون (خواننده سوئدی)
لوتا لیندگرن (متولد ۲۶ فوریه ۱۹۹۳)، که با نام هنری لئون (به سبک LÉON) شناخته می‌شود، خواننده و ترانه‌سرای سوئدی است که در استکهلم، سوئد متولد و بزرگ شده‌است. صعود لئون به عنوان یک ستاره موسیقی بین‌المللی با انتشار تک‌آهنگ «خسته از صحبت کردن» در ساوندکلاود در ژوئیه ۲۰۱۵ آغاز شد. تاکنون، لئون سه آلبوم کامل به نام‌های لئون، آپارت و به تازگی دایره‌ها را منتشر کرده‌است. او همچنین با جوناس بلو در تک‌آهنگ هاوس «بگو منو بشنو» همکاری کرده‌است.

## دیسکوگرافی

### آلبوم‌های استودیویی
- ۲۰۱۹ - Léon
- ۲۰۲۰ - Apart
- ۲۰۲۲ - Circles